# Dolly Parton
Dolly Rebecca Parton (ur. 19 stycznia 1946 w Locust Ridge) – amerykańska piosenkarka muzyki country, kompozytorka i autorka tekstów, multiinstrumentalistka, producentka muzyczna, aktorka, pisarka, businesswoman i działaczka społeczna. Odznaczona Narodowym Medalem Sztuki. Jest autorką ponad 3 tys. piosenek, w tym „I Will Always Love You” (1973) wypromowanej przez Whitney Houston (1992). Jest matką chrzestną Miley Cyrus. Jej imieniem nazwano owcę Dolly. W 2022 wprowadzona do Rock and Roll Hall of Fame.

## Życiorys

### Wczesne lata
Urodziła się w Locust Ridge, w stanie Tennessee jako jedno z dwanaściorga dzieci Avie Lee (z domu Owens) i Roberta Lee Partona, plantatora tytoniu. Jej rodzina była pochodzenia angielskiego, szkockiego, irlandzkiego, niemieckiego i walijskiego. Miała sześciu braci i pięć sióstr. Freda i Floyd byli bliźniakami. Pozostali bracia to: Denver, David, Bobby, Larry (zmarł przy porodzie) i Randy, a pozostałe siostry to: Willadeene, Stella, Cassie i Rachel. Muzyka odgrywała ważną rolę w jej wczesnym okresie życia, a jej dziadek był kaznodzieją zielonoświątkowym. Jej pierwsze występy miały miejsce w Kościele Bożym, wraz z rodziną. Gościła w lokalnych programach radiowych i telewizyjnych. Karierę muzyczną rozpoczęła tuż po ukończeniu szkoły średniej Sevier County High School w Sevierville w Tennessee (1964).

### Kariera
W wieku 13 lat dokonała pierwszych nagrań i pojawiła się na scenie Grand Ole Opry w Nashville, gdzie poznała Johnny’ego Casha, który zachęcił ją do kontynuowania kariery. Zamieszkała w Nashville. Pierwszy sukces osiągnęła jako współkompozytorka, kiedy wspólnie z wujkiem Billem Owensem napisała piosenki – „Put It Off Until Tomorrow” (1966) dla Billa Phillipsa i „Fuel To The Flame” (1967) dla Skeeter Davis. Obydwa utwory znalazły się na listach przebojów country.

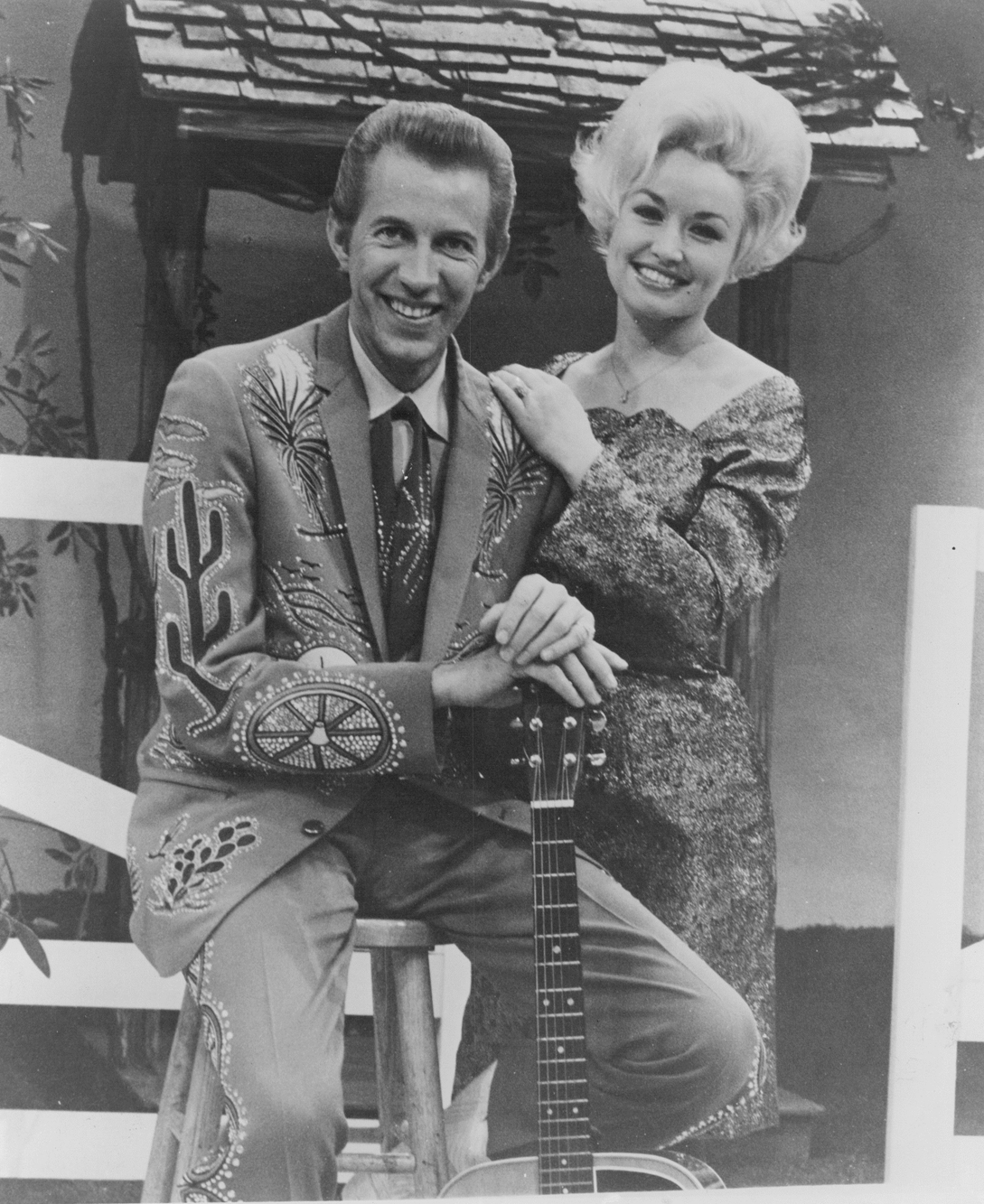
Porter Wayne Wagoner i Dolly Parton (1969)

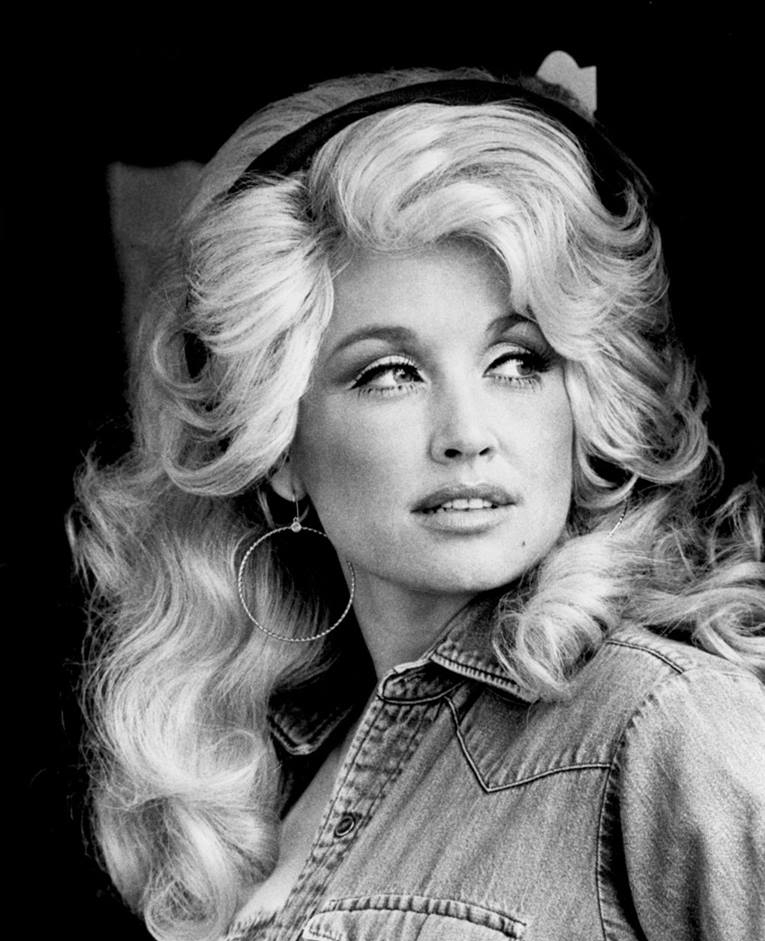
Parton (1977)

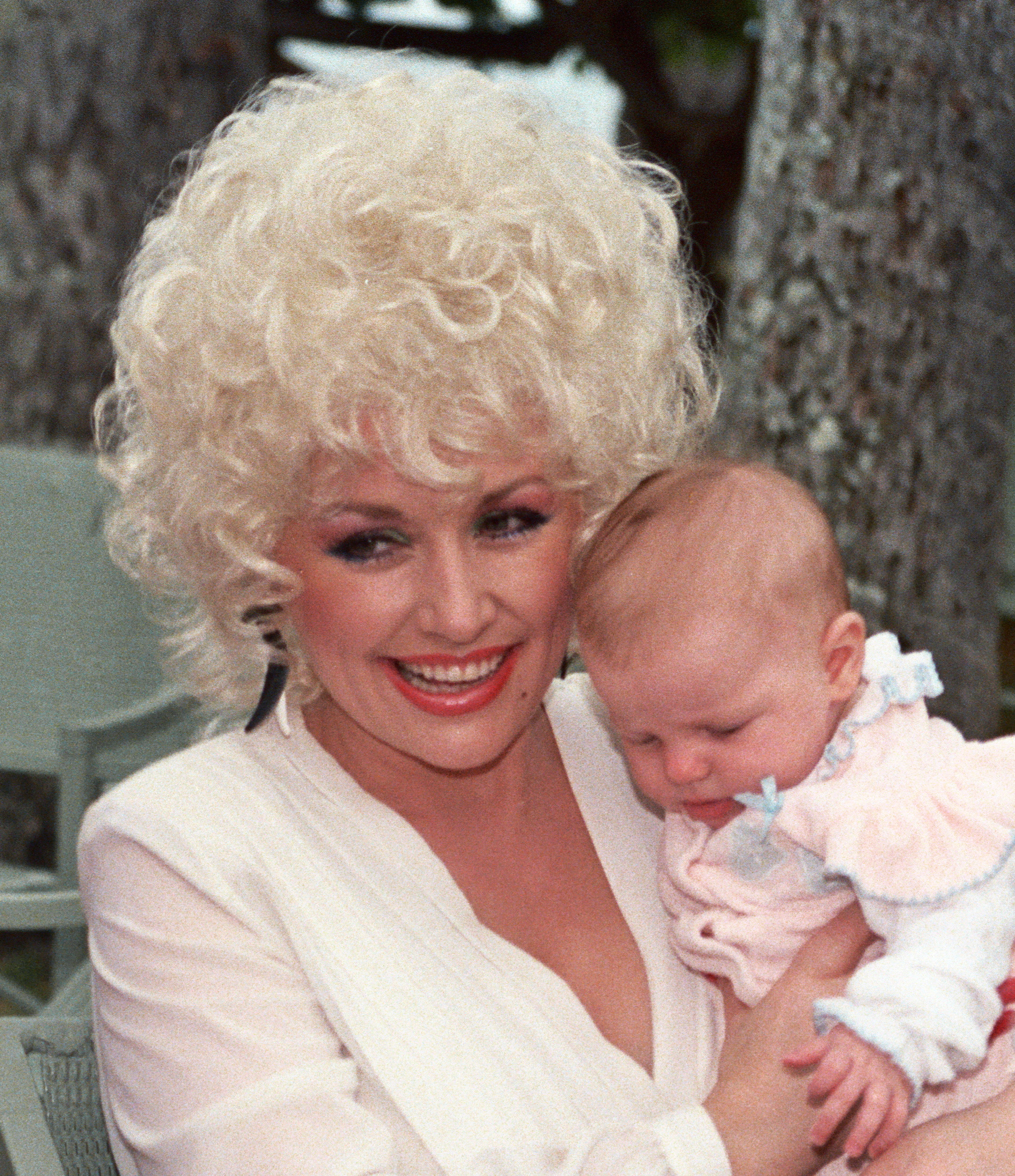
Parton (1983)

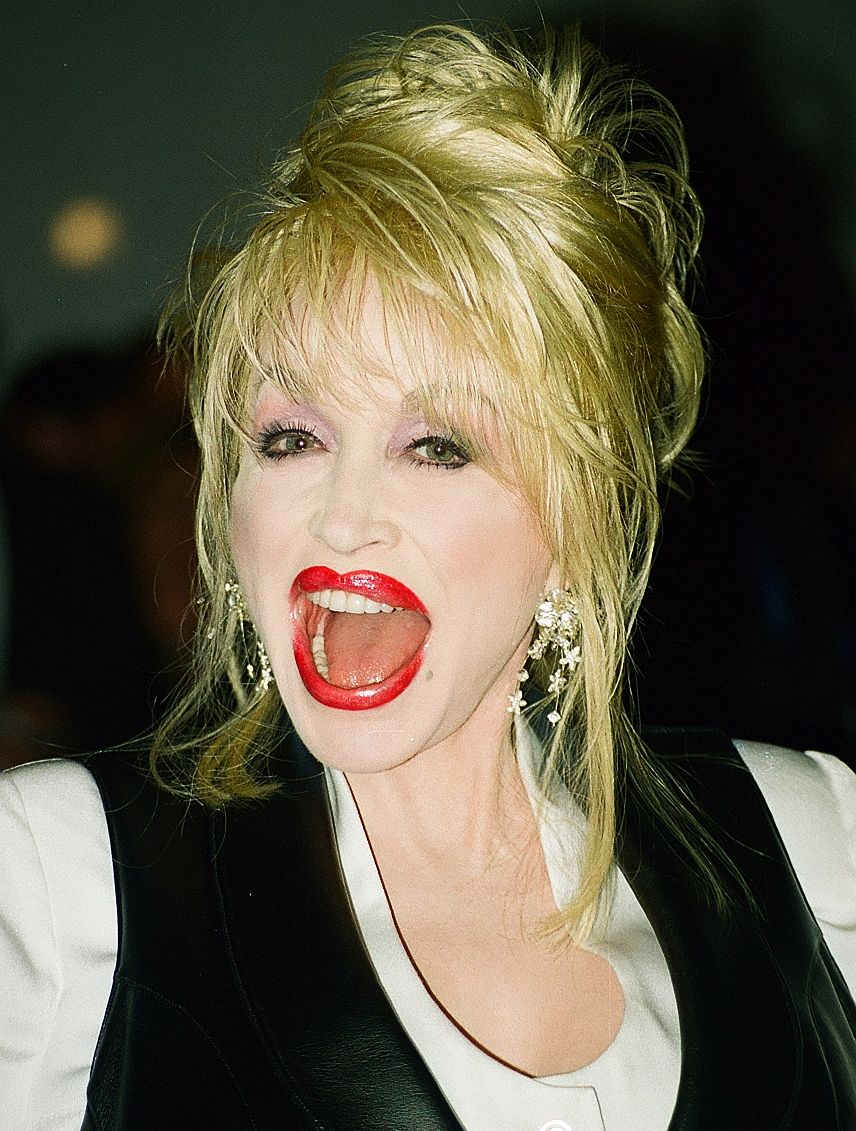
Parton (2003)

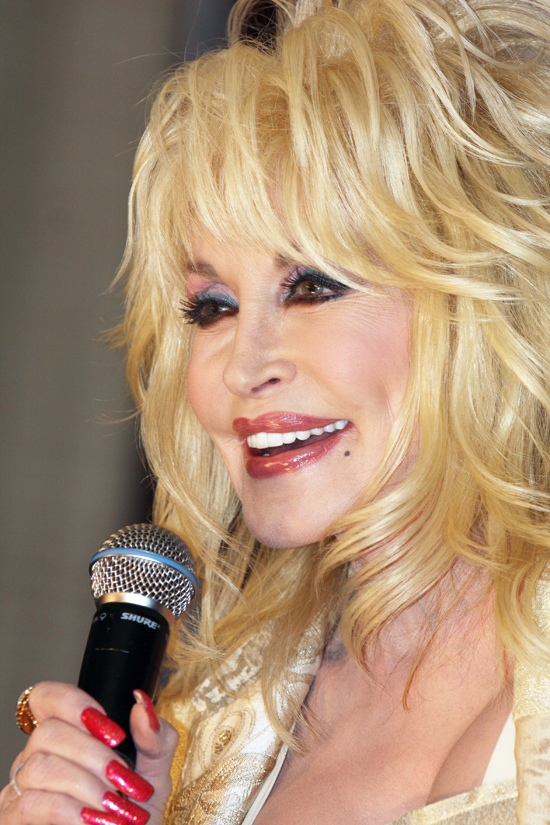
Parton (2011)

W 1965, w wieku 19 lat podpisała kontrakt z Monument Records. 30 maja 1966 wyszła za mąż za Carla Thomasa Deana, którego poznała dwa lata wcześniej w pralni w Nashville. W 1967 wydała swoje pierwsze single – „Dumb Blonde” i „Something Fishy” oraz debiutancki album Hello, I’m Dolly. W tym samym roku została zaproszona przez Portera Wagonera do jego cyklicznego programu telewizyjnego z muzyką country, który oglądało ponad 45 mln widzów i podpisała umowę z firmą fonograficzną RCA. Nagrany w duecie z Wagonerem singel  „The Last Thing on My Mind” (1967) trafił do pierwszej dziesiątki notowania country. Pierwsza solowa piosenka „Joshua” (1970) była na pierwszym miejscu notowania.
Przez kolejnych sześć lat, od 1971 począwszy, jej piosenki były w ścisłej czołówce listy. Jej kolejna kompozycja „Jolene” (1973) stała się sukcesem w USA i Wielkiej Brytanii, a w 2004 porywającą wersję nagrał zespół The White Stripes. Z kolei ballada „I Will Always Love You” (1973) nagrana przez Whitney Houston na potrzeby filmu Bodyguard (1992) okazała się megahitem na całym świecie, wcześniej Elvis Presley chciał przerobić ten utwór, ale gdy jego menedżer, płk Tom Parker, zażądał przepisania połowy praw autorskich na swego podopiecznego, Parton odmówiła. W 1975 Parton zakończyła współpracę z Wagonerem, choć artysta nadal wspierał ją w karierze.
W latach 70. była jedną z najważniejszych postaci amerykańskiego świata rozrywki. Podjęła współpracę z menedżerką Sandy Gallin, która zajmowała się jej karierą przez 25 lat. Miała w telewizji własny program Dolly! (1976–1977). Jej album Here You Come Again (1977) sprzedał się w liczbie 1 mln egzemplarzy, zajmując pierwsze miejsce na liście albumów country i docierając do 20. miejsca na liście pop. Jej single – „Love Is Like a Butterfly” (1974), „Heartbreaker”, (1978), „Baby I’m Burning” (1979), „You’re the Only One” (1979) i „Sweet Summer Lovin'” (1979) – zdobywały szczyty notowań list przebojów.
W 1978 odebrała swoją pierwszą nagrodę Grammy. Za występ w programie ABC Cher... Special (1978) była nominowana do nagrody Emmy. Jej zdjęcia opublikowane były na okładkach najważniejszych magazynów, takich jak: „People” (w kwietniu 1977, w sierpniu 1982, w lipcu 1984), „Star” (w sierpniu 1978), „Playboy” (w październiku 1978), „Life” (w październiku 1979), „Tit-Bits” (w marcu 1980, w kwietniu 1981), „Rolling Stone” (w grudniu 1980), „Film” (w czerwcu 1984), „Interview” (w lipcu 1984, w lipcu 1989), „TV Guide” (w październiku 1987, w listopadzie 1993) i „Vanity Fair” (w czerwcu 1991).
Jako aktorka zadebiutowała rolą pracowitej i ambitnej sekretarki Doralee Rhodes w komedii Colina Higginsa Od dziewiątej do piątej (Nine To Five, 1980). Za występ była nominowana do Złotego Globu dla najlepszej aktorki w filmie komediowym lub musicalu i dla najbardziej obiecującej nowej aktorki, a za utwór z filmu „9 to 5” (1980) otrzymała dwie Nagrody Grammy za najlepszą piosenkę country i najlepsze żeńskie wokalne wykonanie country oraz People’s Choice Award za ulubiony motyw/utwór z filmu, a ponadto zdobyła nominację do Oscara za najlepszą piosenkę oryginalną. Przebojami stały się śpiewane przez nią utwory: „Starting Over Again” (1980), „Old Flames Can’t Hold a Candle to You” (1980) i „Islands in the Stream” (1983; napisany przez Barry’ego Gibba z Bee Gees) w duecie z legendą country Kennym Rogersem. Jako Mona Stangley w komedii muzycznej Colina Higginsa Najlepszy mały burdelik w Teksasie (The Best Little Whorehouse in Texas, 1982) była nominowana do nagrody Złotego Globu dla najlepszej aktorki w filmie komediowym lub musicalu. W komedii muzycznej Boba Clarka Kryształ górski (Rhinestone, 1984) zagrała piosenkarkę Jake Farris, jednak utwór „Drinkenstein” z filmu przyniósł jej Złotą Malinę w kategorii najgorsza piosenka.
W 1986 otworzyła swój park rozrywki o nazwie Dollywood i reaktywowała swój program telewizyjny. W komediodramacie Herberta Rossa Stalowe magnolie (Steel Magnolias, 1989) wystąpiła w roli Truvy Jones. W telewizyjnym dramacie muzycznym NBC Dziki teksański wiatr (Wild Texas Wind, 1991), którego także była współscenarzystką, u boku Gary’ego Buseya zagrała piosenkarkę Thiolę „Big T” Rayfield z zespołu Texas Swing, uwikłaną w brutalny, destrukcyjny związek, który prowadzi do napięcia i morderstwa. Piosenka „The Day I Fall in Love” w duecie z Jamesem Ingramem, nagrana do komedii familijnej Beethoven 2 (Beethoven’s 2nd, 1993) zdobyła nominację do Oscara i Złotego Globu. Za wykonywany przez nią utwór „Travelin’ Thru” z dramatu Duncana Tuckera Transamerica (2005) zdobyła kolejną nominację do Oscara i Złotego Globu. W 2006 wydała książkę kucharską Dolly's Dixie Fixin's: Love, Laughter And Lots Of Good. W 2007 założyła wytwórnię Dolly Records, wydała jej nakładem singla „Better Get To Livin'” (2007), a następnie studyjny album Backwoods Barbie (2008), koncertowy Live From London (2009), dokumentujący występ w londyńskiej O2 Arena i 42. płytę w karierze Blue Smoke (2014).
Poprzez założoną przez siebie fundację Dollywood Foundation pomagała rozwijać czytelnictwo dzieci, wspierała chorych na AIDS, mniejszości seksualne, zatrudniała do pracy osoby z biednych regionów, wspomagała Amerykański Czerwony Krzyż i centra leczenia nowotworów.

## Dyskografia
- 1967 Hello, I’m Dolly
- 1968 Just Between You and Me
- 1968 Just Because I am Woman
- 1968 Just the Two of Us
- 1969 In the Good Old Days
- 1969 Always, Always
- 1969 My Blue Ridge Mountan Boy
- 1970 The Fairest of Them All
- 1970 Porter Wayne and Dolly Rebeca
- 1970 As Long, As I love
- 1970 A Real Live Dolly
- 1970 Once More
- 1970 The Best of Dolly Parton
- 1971 Golden Streets of Glory
- 1971 Two of a Kind
- 1971 Joshua
- 1971 The Best of Porter Wagoner & Dolly Parton
- 1971 Coat of Many Colours
- 1972 The World of Dolly Parton
- 1972 The Right Combination: Burning the Midnight Oil
- 1972 Touch Your Woman
- 1972 Together Always
- 1972 Just the Way I Am
- 1972 Dolly Parton Sings
- 1973 We Found It
- 1973 My Tennessee Mountain Home
- 1973 Love and Music
- 1973 Bubbling Over
- 1973 Mine
- 1974 Jolene
- 1974 Porter 'N' Dolly
- 1974 Love Is Like Butterfly
- 1975 The Bargain Store
- 1975 The Best of Dolly Parton
- 1975 Say Forever You'll Be Mine
- 1975 Dolly: Seeker & We Used To
- 1976 All I Can Do
- 1977 You Are
- 1977 New Harvest-First Gathering
- 1977 Here You Come Again
- 1978 Heartbreaker
- 1978 Dolly Parton/Both Sides
- 1979 Great Balls of Fire
- 1980 Dolly, Dolly, Dolly
- 1980 Porer & Dolly
- 1980 9 to 5 and Odd Jobs
- 1982 Heartbreak Express
- 1982 The Best Little Whorehouse in Texas
- 1982 Dolly Parton’s Greatest Hits
- 1983 Burlap and Santin
- 1984 The Great Preatender
- 1984 Rhinestone
- 1984 Once Upone a Christmas
- 1985 Real Love
- 1985 Dolly Parton
- 1986 Think About Love
- 1987 Trio
- 1985 Rainbow
- 1989 White Limozeen
- 1990 Home for Christmas
- 1991 Eagle When She Flies
- 1992 Straight Talk
- 1993 Honky Tonk Angels
- 1993 Slow Dancing with the Moon
- 1994 Heartsongs Live from Home
- 1995 Something Special
- 1996 Teasures
- 1997 A Life in Music – Ultimate Collection
- 1998 Hungry Again
- 1999 Trio II
- 1999 Precious Memories
- 1999 The Grass Is Blue
- 2001 Little Sparrow
- 2001 Gold – The Hits Collection
- 2002 Halos & Horns
- 2003 Ultimate
- 2003 Just Because I Am Woman
- 2003 For God and Country
- 2004 Live & Well
- 2005 Those Were the Days
- 2008 Backwoods Barbie
- 2009 Dolly: Live From London
- 2011 Better Day
- 2012 An Evening With... Dolly Live
- 2012 Joyful Noise

## Filmografia
| Rok  | Film                                                                         | Rola                        | Reżyser           |
| ---- | ---------------------------------------------------------------------------- | --------------------------- | ----------------- |
| 1980 | Od dziewiątej do piątej (Nine to Five)                                       | Doralee Rhodes              | Colin Higgins     |
| 1982 | Najlepszy mały burdelik w Teksasie (The Best Little Whorehouse in Texas)     | Mona Stangley               | Colin Higgins     |
| 1984 | Kryształ górski (Rhinestone)                                                 | Jake Farris                 | Bob Clark         |
| 1986 | Święta w górach (A Smoky Mountain Christmas, TV)                             | Lorna Davis                 | Henry Winkler     |
| 1989 | Stalowe magnolie (Steel Magnolias)                                           | Truvy Jones                 | Herbert Ross      |
| 1991 | Dziki teksański wiatr (Wild Texas Wind, TV)                                  | Thiola „Wielka T” Rayfield  | Joan Tewkesbury   |
| 1992 | Prosto z mostu (Straight Talk)                                               | Shirlee Kenyon              | Barnet Kellman    |
| 1993 | Bogate biedaki (The Beverly Hillbillies)                                     | w roli samej siebie (Cameo) | Penelope Spheeris |
| 1995 | Naomi & Wynonna: Love Can Build a Bridge (TV)                                | w roli samej siebie         | Bobby Roth        |
| 1996 | Anielska misja (Unlikely Angel, TV)                                          | Ruby Diamond                | Michael Switzer   |
| 1999 | Powrót gwiazdy (Jackie’s Back, TV)                                           | w roli samej siebie         | Robert Townsend   |
| 1999 | Blue Valley Songbird (TV)                                                    | Leanna Taylor               | Richard A. Colla  |
| 2002 | Frank McKlusky, C.I                                                          | Edith McKlusky              | Arlene Sanford    |
| 2005 | Miss Agent 2: Uzbrojona i urocza (Miss Congeniality 2: Armed and Fabulous)   | w roli samej siebie (Cameo) | John Pasquin      |
| 2011 | Gnomeo i Julia (Gnomeo & Juliet)                                             | Dolly Gnome (głos)          | Kelly Asbury      |
| 2011 | Rok, w którym Dolly Parton była moją mamą (The Year Dolly Parton Was My Mom) | w roli samej siebie (głos)  | Tara Johns        |
| 2011 | Hollywood to Dollywood (dokumentalny)                                        | w roli samej siebie (Cameo) | John Lavin        |
| 2012 | Radośnie śpiewajmy (Joyful Noise)                                            | G.G. Sparrow                | Todd Graff        |
| 2020 | Dolly Parton: Cudownych Świąt! (Christmas on the Square)                     | anioł                       | Debbie Allen      |

## Seriale
- 1976–77: Dolly! – w roli samej siebie
- 1977: Musikladen – w roli samej siebie
- 1984–2017: Today – w roli samej siebie
- 1986: Alvin i wiewiórki – w roli samej siebie (głos)
- 1989: Saturday Night Live – w roli samej siebie
- 1990: Projektantki – w roli samej siebie
- 1999: Simpsonowie – w roli samej siebie (głos)
- 2005: Reba jako Dolly Majors
- 2006, 2007, 2010: Hannah Montana jako ciocia Dolly
- 2011: Strictly Come Dancing jako piosenkarka
- 2022: Grace i Frankie jako Agnes
- 2022: The Orville – hologram jej samej